# Introducción a la Metafísica
Introducción a la Metafísica (en alemán: Einführung in die Metaphysik) es un libro escrito por el filósofo alemán Martin Heidegger, cuya versión está basada en una conferencia que dio en la Universidad de Friburgo, durante el verano de 1935. El contenido de estas conferencias no fue publicado en Alemania hasta 1953. Heidegger recomendó este libro junto con su otra obra llamada El Ser y el Tiempo (1927), como un compendio acerca de sus puntos de vista sobre la ontología en aquel entonces (1953). La obra, en la cual Heidegger referencia como la "verdad y grandeza interior" del Nacionalsocialismo, ha sido considerada ampliamente de carácter fascista.

## Recepción
Introducción a la Metafísica es famosa por la poderosa reinterpretación de Heidegger sobre el pensamiento griego y a la vez por mostrar su cercanía hacia el Partido Nazi. Julian Young escribió que es una obra que "incluso en aquellos que muestran devoción hacia Heidegger, le describen como un hombre de carácter indeleblemente fascista." No obstante, su obra también ha sido criticada por el nazismo por ser insuficientemente radical, y sufrir del mismo empobrecimiento espiritual que la Unión Soviética y los Estados Unidos.